# Vlag van Echt-Susteren

De vlag van Echt-Susteren

De vlag van Echt-Susteren is op 11 november 2004 door de gemeenteraad vastgesteld als de gemeentelijke vlag van de Limburgse gemeente Echt-Susteren. De beschrijving van de vlag luidt als volgt:
"Schuingevierendeeld door een wit schuinkruis, waarvan de breedte der armen gelijk is aan 1/10 van de hoogte van de vlag, blauw en rood, met op de blauwe vlakken een witte ruit, waarvan de hoogte gelijk is aan 1/3 en de lengte aan 1/4 van de hoogte van de vlag en op de rode vlakken een geel herkruist kruis, waarvan de hoogte gelijk is aan 5/12 en de breedte der armen aan 1/20 van de hoogte van de vlag."

## Herkomst
De vlag is samengesteld uit de vlaggen van de opgeheven gemeenten, zo komt het witte schuinkruis uit de vlag van Echt, evenals de twee gele herkruiste kruisen op de rode vlakken. De vlag van Susteren wordt vertegenwoordigd door de blauwe vlakken met boven en onder elk een witte ruit. De kleuren van de ruiten en velden zijn om praktische redenen verwisseld ten opzichte van de vlag van Susteren. Het ontwerp was van R.J.P.M. Vroomen van de Commissie Heraldiek van het Limburgs Geschied- en Oudheidkundig Genootschap.

## Verwante vlaggen

De vlag van Echt
De vlag van Susteren

Beek 
· Beekdaelen 
· Beesel 
· Bergen 
· Brunssum 
· Echt-Susteren 
· Eijsden-Margraten 
· Gennep 
· Gulpen-Wittem 
· Heerlen 
· Horst aan de Maas 
· Kerkrade 
· Landgraaf 
· Leudal 
· Maasgouw 
· Maastricht 
· Meerssen 
· Mook en Middelaar 
· Nederweert 
· Peel en Maas 
· Roerdalen 
· Roermond 
· Simpelveld 
· Sittard-Geleen 
· Stein 
· Vaals 
· Valkenburg aan de Geul 
· Venlo 
· Venray 
· Voerendaal 
· Weert